# Remígio
Remígio é um município brasileiro do estado da Paraíba. Está localizado na Região Geográfica Imediata de Campina Grande. De acordo com o IBGE (Instituto Brasileiro de Geografia e Estatística), no ano de 2021 sua população era estimada em 19 973 habitantes. Área territorial de 178 km².

## Etimologia
Segundo o Dicionário Corográfico do Estado da Paraíba, de Coriolano de Medeiros, em meados do século 19 o fazendeiro Remígio dos Reis construiu uma casa numa das várias lagoas da região a partir da qual surgiria, mais tarde, o povoado denominado “Lagoa do Remígio” em sua homenagem. A localidade seria batizada apenas de Remígio quando da emancipação do município em 1938.
Já o nome de Remígio dos Reis supõe-se ser uma homenagem ao santo francês Remígio de Reims.

## Geografia
Remígio está localizado na região geográfica do semiárido brasileiro, definida pelo Ministério da Integração Nacional em 2005.  Essa delimitação é baseada em critérios como o índice pluviométrico, o índice de aridez e o risco de seca.
| Dados climatológicos para Remígio     | Dados climatológicos para Remígio | Dados climatológicos para Remígio | Dados climatológicos para Remígio | Dados climatológicos para Remígio | Dados climatológicos para Remígio | Dados climatológicos para Remígio | Dados climatológicos para Remígio | Dados climatológicos para Remígio | Dados climatológicos para Remígio | Dados climatológicos para Remígio | Dados climatológicos para Remígio | Dados climatológicos para Remígio | Dados climatológicos para Remígio |
| Mês                                   | Jan                               | Fev                               | Mar                               | Abr                               | Mai                               | Jun                               | Jul                               | Ago                               | Set                               | Out                               | Nov                               | Dez                               | Ano                               |
| ------------------------------------- | --------------------------------- | --------------------------------- | --------------------------------- | --------------------------------- | --------------------------------- | --------------------------------- | --------------------------------- | --------------------------------- | --------------------------------- | --------------------------------- | --------------------------------- | --------------------------------- | --------------------------------- |
| Precipitação (mm)                     | 52,4                              | 74                                | 109,3                             | 115,2                             | 112,1                             | 145,7                             | 142,5                             | 84,9                              | 37,5                              | 15,9                              | 15                                | 26,5                              | 931                               |
| Fonte: Atlas Pluviométrico da Paraíba |                                   |                                   |                                   |                                   |                                   |                                   |                                   |                                   |                                   |                                   |                                   |                                   |                                   |

## Disputas eleitorais
Na eleição municipal de 2024, Claudio Régis (PP) foi eleito prefeito de Remígio (PB) com 6.173 votos, representando 50,68% dos votos válidos. Ele derrotou Gleds (REDE), esposa do deputado estadual Chió, que recebeu 6.008 votos, ou 49,32%. A eleição contou com 12.669 votos totais, incluindo 169 votos brancos (1,33%) e 319 nulos (2,52%), além de uma abstenção de 15,71%.
| Mand.         | Candidato               | Partido  | Votação        |
| ------------- | ----------------------- | -------- | -------------- |
| 2025 até 2028 | Cláudio Régis           | PP (11)  | 6.173 (50,68%) |
| 2021 até 2024 | André Alves             | PDT (12) | 4.494 (41,52%) |
| 2017 até 2020 | Chió                    | PSB (40) | 6.331 (58,36%) |
| 2013 até 2016 | Chió                    | PSB (40) | 5.559 (55,90%) |
| 2009 até 2012 | Cláudio Régis           | PP (11)  | 5.595 (55,03%) |
| 2006 até 2008 | Cláudio Régis           | PP (11)  | 4.635 (51,41%) |
| 2005          | Dr. Passos              | PTB (14) | 4.652 (51,59%) |
| 2001 até 2004 | Paulinho do Alumínio    | PL (22)  | 3.834 (50,93%) |
| 1997 até 2000 | Eudacler Leal de Souza  | PL (22)  | 4.160 (52,06%) |
| 1993 até 1996 | José Passos             | PL (22)  | 3.479 (44,86%) |
| 1989 até 1992 | Severino Bronzeado Neto | PFL (25) | 3.069 (59,12%) |
| 1983 até 1988 | José Bronzeado Sobrinho | PDS2     | 2.493 (57,22%) |

## Filhos ilustres

### Chió
Melchior Naelson Batista da Silva, conhecido como Chió, é um engenheiro agrônomo e político brasileiro nascido em Remígio, Paraíba, em 12 de janeiro de 1977. Filho de agricultores, é casado com Maria Gledsnelle Luna (Gleds), com quem tem uma filha.

Na política, foi eleito prefeito de Remígio pelo PSB em 2012 e reeleito em 2016, com alta aprovação. Em 2017, ingressou na Rede de Ação Política pela Sustentabilidade (RAPS). Em 2018, filiou-se à Rede Sustentabilidade e foi eleito deputado estadual da Paraíba. Em 2022, foi reeleito para o mesmo cargo.